# Olympische Sommerspiele 2020/Radsport – Teamsprint Bahn (Frauen)
Der Teamsprint der Frauen bei den Olympischen Spielen 2020 in Tokio wurde am 2. August 2021 im Izu Velodrome ausgetragen.

## Qualifikation
Es waren nur acht Teams am Start, so dass die Qualifikation lediglich über die Reihenfolge, aber nicht über die weitere Teilnahme entschied.
| Rang | Nation      | Athletinnen                             | Zeit (s) | Anmerkung |
| ---- | ----------- | --------------------------------------- | -------- | --------- |
| 1    | Deutschland | Lea Sophie Friedrich Emma Hinze         | 32,102   |           |
| 2    | China       | Bao Shanju Zhong Tianshi                | 32,135   |           |
| 3    | Niederlande | Laurine van Riessen Shanne Braspennincx | 32,465   |           |
| 4    | ROC         | Darja Schmeljowa Anastassija Woinowa    | 32,476   |           |
| 5    | Mexiko      | Daniela Gaxiola Yuli Verdugo            | 33,097   |           |
| 6    | Polen       | Marlena Karwacka Urszula Łoś            | 33,244   |           |
| 7    | Litauen     | Miglė Marozaitė Simona Krupeckaitė      | 33,276   |           |
| 8    | Ukraine     | Ljubow Bassowa Olena Starykowa          | 33,542   |           |

## Erste Runde
Die zwei schnellsten Gewinnerpaare qualifizierten sich für das Rennen um Gold, die beiden dritt- und viertschnellsten Teams für das Rennen um Bronze.
| Rang | Lauf | Nation      | Athletinnen                             | Zeit (s)  | Anmerkung |
| ---- | ---- | ----------- | --------------------------------------- | --------- | --------- |
| 1    | 3    | China       | Bao Shanju Zhong Tianshi                | 31,804 WR | QG        |
| 2    | 4    | Deutschland | Lea Sophie Friedrich Emma Hinze         | 31,905 DR | QG        |
| 3    | 1    | ROC         | Darja Schmeljowa Anastassija Woinowa    | 32,249    | QB        |
| 4    | 2    | Niederlande | Laurine van Riessen Shanne Braspennincx | 32,308    | QB        |
| 5    | 1    | Mexiko      | Daniela Gaxiola Yuli Verdugo            | 32,701    |           |
| 6    | 3    | Litauen     | Miglė Marozaitė Simona Krupeckaitė      | 32,827    |           |
| 7    | 2    | Polen       | Marlena Karwacka Urszula Łoś            | 33,022    |           |
| 8    | 4    | Ukraine     | Ljubow Bassowa Olena Starykowa          | 33,285    |           |

## Finale
| Rang             | Nation      | Athletinnen                             | Zeit (s) |
| ---------------- | ----------- | --------------------------------------- | -------- |
| Rennen um Bronze |             |                                         |          |
| 3                | ROC         | Darja Schmeljowa Anastassija Woinowa    | 32,252   |
| 4                | Niederlande | Shanne Braspennincx Laurine van Riessen | 32,504   |
| Rennen um Gold   |             |                                         |          |
| 1                | China       | Bao Shanju Zhong Tianshi                | 31,895   |
| 2                | Deutschland | Lea Sophie Friedrich Emma Hinze         | 31,980   |